# Toepolev Tu-16
De Toepolev Tu-16 (Russisch: Туполев Tу-16) (NAVO-codenaam: Badger) was een tweemotorige strategische bommenwerper die werd gebruikt door de Sovjet-Unie. Hij is meer dan 50 jaar in dienst en vliegt nog steeds bij de Chinese luchtmacht.

## Ontwikkeling
Eind jaren 40 was de Sovjet-Unie vastberaden om dezelfde capaciteit voor strategische bombardementen te hebben als de Verenigde Staten. De enige langeafstandsbommenwerper van de Sovjets op dat moment was de Toepolev Tu-4, een reverse-engineerde versie van de Amerikaanse B-29 Superfortress. De ontwikkeling van de Mikoelin AM-3 turbojet leidde tot de mogelijkheid van een grotere, straalaangedreven bommenwerper.
Het Toepolev designbureau begon met Tu-88 ("Aircraft N") prototypes in 1950. De eerste Tu-88 vloog op 27 april 1952. Na het winnen van de competitie van de Iljoesjin Il-46, ging hij in productie in december 1952. De eerste exemplaren kwamen in dienst in 1954 onder de aanduiding Tu-16. Het toestel kreeg de NAVO-codenaam Badger A.
De Tu-16 had grote, nieuwe pijlvorm-vleugels en twee gigantische Mikoelin AM-3 turbojets, één in elke vleugelwortel. Hij kon een enkele gigantische FAB-9000 9.000 kg conventionele bom (Russische equivalent van de Britse Grand Slam Bomb) of een variëteit aan nucleaire wapens vervoeren, en had een vliegbereik van ongeveer 4.800 km.
Al begon de Tu-16 als grote hoogte, vrije val bommenwerper, hij werd midden jaren vijftig omgebouwd om vroege Sovjet-kruisvluchtwapens te dragen. De versie Tu-16KS-1 (Badger B) kon KS-1 'Kometa' (AS-1 'Kennel') kruisvluchtwapens vervoeren over een afstand van 1.800 km. Deze zeer grote wapens waren aerodynamisch afgeleid van de MiG-15 jager, en waren uitgerust met een nucleaire - dan wel conventionele kop met een bereik van ongeveer 140 km. Ze waren vooral bedoeld tegen de vliegdekschepen van de US Navy en andere grote oppervlakteschepen. Tu-16's werden vele malen omgebouwd voor latere, geavanceerdere raketten, waardoor hun typeaanduiding een aantal malen werd gewijzigd.
Omdat de Tu-16 een veelzijdig ontwerp had, is hij ook verbouwd voor verschillende specialistische taken, zoals voor verkenning, maritieme surveillance, Elint en elektronische oorlogvoering. Tussen 1954 en 1962 werden in totaal 1507 toestellen gebouwd in drie fabrieken in de Sovjet-Unie. Een civiele versie, de Toepolev Tu-104, was in dienst bij Aeroflot. De Tu-16 is ook geëxporteerd naar Egypte, Indonesië en Irak. Hij bleef in dienst bij de Russen tot 1993.
Levering van de Tu-16 aan China begon in 1958 en Xi'an Aircraft Industrial Corporation (XAC) bouwde een kopie onder de naam Xian H-6. Er zijn nog ongeveer 120 toestellen in dienst.

## Varianten
Er bestonden ten minste 11 productievarianten, die weer werden verbouwd tot ten minste 40 varianten.
- Badger A(Tu-16) - Dit is de basisconfiguratie van de Tu-16 bommenwerper, ingevoerd in 1954 ter vervanging van de Tu-4. Hiervan bestonden nog weer vele varianten - in het Westen allemaal bekend als Badger A.
  - Tu-16A - aangepaste Tu-16's, ontworpen voor het vervoer van kernwapens. Een van de belangrijkste versies met 453 gebouwde toestellen. Vele daarvan werden verder gemodificeerd.
  - Tu-16Z - tankvliegtuig; bleef ook bruikbaar als bommenwerper.
  - Tu-16G (TU104G) - snelle versie voor luchtpost; Aeroflot trainingversie.
  - Tu-16N - een pure tanker versie, voor de Toepolev Tu-22/M bommenwerpers, met probe and drogue systeem. De Tu-16NN is een zelfde toestel, maar dan afgeleid van de Tu-16Z.
  - Tu-16T - bommenwerper voor de marine; vervoerde torpedo's, zeemijnen en dieptebommen. Alle 76 verbouwd tot Tu-16S.
  - Tu-16S - vervoerde een reddingsboot, voor gebruik bij reddingsoperaties.
  - Tu16Ye - uitgerust voor elektronische oorlogvoering en Elint
- Badger B (Tu-16KS) - variant ontworpen als lanceerplatform voor de AS-1 Kennel (KS-1 Kometa) raketten. Tussen 1954 en 1958 werden 107 stuks gebouwd. In dienst bij de Sovjet-Unie, Egypte en Indonesië. De Sovjettoestellen zijn later omgebouwd met modernere raketten.
- Badger C (Tu-16K-10) - maritieme variant met een enkele AS-2 Kipper (K-10S) antischeepsraket. Tussen 1958 en 1963 werden 216 stuks gebouwd. Verschilde van andere varianten door een radar in de neus. Een verdere ontwikkeling, de Tu-16K-10-26, had een enkele K-10S en twee KSR-2 of KSR-5 raketten. Enkele werden later omgebouwd tot Elint-platformen.
- Badger D (Tu-16RM-1) - maritiem verkenningstoestel met Elint-apparatuur; 23 stuks omgebouwd van Tu-16K-10. Behield de radar in de neus en kon K-10 raketten geleiden die door andere toestellen waren gelanceerd.
- Badger E (Tu-16R) - verkenningsvliegtuig met Elint-apparatuur, bedoeld voor maritieme verkenning. Kon KS-raketten geleiden.
  - TU-16RM-2 - aangepaste TU-16R, in maritieme dienst. Kon KSR-2 raketten geleiden.
  - Tu-16KRM - lanceerplatforms voor onbemande vliegende oefendoelen.
- Badger F (Tu-16RM-2) - nog een verkenningsversie gebaseerd op de Tu-16R/RM, maar met extra externe Elint-apparatuur.
- Badger G (Tu-16K/Tu-16KSR) - in dienst bij de marine, ontworpen voor het meenemen van bommen in het ruim als aanvulling op de extern meegedragen raketten, zoals de AS-5 Kelt en de AS-6 Kingfish. Ook van deze varianten zijn opgewaardeerde versies gemaakt. De belangrijkste:
  - Tu-16KSR-2 - had een K-16 komplex (twee KSR-2 raketten). Gebruikt vanaf 1962. Dezelfde vliegtuigen, ontwikkeld uit andere varianten, kregen de aanduiding Tu-16K-16.
  - Tu-16K-11-16 - had een K-16 komplex (KSR-2 raketten) of een K-11 komplex (twee antiradarraketten KSR-11). In gebruik vanaf 1962. Dezelfde vliegtuigen, ontwikkeld uit andere varianten, werden aangeduid Tu-16KSR-2-11. Meer dan 440 Tu-16 vliegtuigen konden een K-16 of K-11 komplex meenemen.
  - Tu-16K-26 - had een K-26 komplex (twee KSR-5 raketten), en behield de mogelijkheid tot het meenemen van KSR-2 en KSR-11 raketten. In gebruik vanaf 1969. Dezelfde vliegtuigen werden aangeduid met Tu-16KSR-2-5-11 of Tu-16KSR-2-5 (kon geen KSR-11 meenemen). Meer dan 240 Tu-16's konden een K-26 komplex meenemen.
  - Tu-16K-26P - had de K-26P raketten.
- Badger H (Tu-16 Elka) - ontworpen voor elektronische oorlogvoering en ondersteuning van elektronische tegenmaatregelen.
- Badger J (Tu-16P Buket) - variant geconfigureerd voor elektronische oorlogvoering.
- Badger K (Tu-16Ye) - wordt verondersteld als een versie van de Badger F configuratie met verbeterde Elint-capaciteit.
- Badger L (Tu-16P) - nog een versie van de Badger J met modernere systemen en gebruikt in een Elint-rol.

### Chinese versie (Xian H-6)
- Xian H-6 - Chinese middelgrote bommenwerper. Vanaf 1959 met door de Sovjet-Unie geleverde Tu-16 onderdelen gebouwd door de Harbin Aircraft Factory (nu Harbin Aircraft Manufacturing Corp/HAMC). Een prototype voerde  op 14 mei 1965 bij Lop Nor China's eerste kernproef uit.
  - Xian H-6A - Chinese kopie van de TU-16 middelgrote bommenwerper. Omgebouwd van de Tu-16 zonder licentie.
  - Xian H-6C - verbeterde H-6A met betere EW/ECM suite.
  - Xian H-6D (H-6-IV) - antischeepsraketten bommenwerper, bewapend met twee YJ-6 (C-601/CAS-1 Kraken) antischeepsraketten in dienst van de Marine van het Volksbevrijdingsleger.
  - Xian H-6E - strategische nucleaire bommenwerper, kwam in dienst in de jaren tachtig.
  - Xian H-6F - mid-life upgrade voor de H-6A en H-6C in de jaren negentig. Nieuwe navigatiesystemen, GPS en doppler radar.
  - Xian H-6H - rakettenbommenwerperversie, ontwikkeld eind jaren negentig. Bewapend met twee KD-63 kruisvluchtwapens tegen landdoelen. Eerste succesvolle test in 2002.
  - Xian H-6U - tankvliegtuig met twee bijtankpods onder de vleugels.
  - Xian H-6DU - tanker geconfigureerd uit een H-6D, voor de marine.